# تشيسلاف ميشنيفيتش
تشيسلاف ميشنيفيتش (مواليد 12 فبراير 1970) هو مدرب كرة قدم محترف بولندي ولاعب سابق. يدير حاليًا فريق الجيش الملكي المغربي.

## الإنجازات
لخ بوزنان
- كأس بولندا : 2004
- كأس السوبر البولندي : 2004

 زاغويمبيه لوبين
- الدوري البولندي الممتاز : 2007
- كأس السوبر البولندي : 2007

 ليغيا وارسو
- الدوري البولندي الممتاز : 2021

## وصلات خارجية
- تشيسلاف ميشنيفيتش على موقع قاعدة بيانات كرة القدم.إي يو (الإنجليزية)
- تشيسلاف ميشنيفيتش على موقع ناشيونال فوتبول تيمز (الإنجليزية)
- تشيسلاف ميشنيفيتش على موقع عالم كرة القدم.نت (الإنجليزية)